# انریکا آنتونیونی
انریکا آنتونیونی (ایتالیایی: Enrica Antonioni؛ زادهٔ ۲۵ فوریهٔ ۱۹۵۴) کارگردان فیلم، نویسنده، آهنگساز و بازیگر اهل ایتالیا و بیوهٔ میکل‌آنجلو آنتونیونی است.
از فیلم‌هایی که وی در آن نقش داشته‌است، می‌توان به فراسوی ابرها، شناسایی یک زن و اروس اشاره کرد.
او در فیلم حرفه: خبرنگار، دستیارِ کارگردان بود.